# Jean-Louis Capette
Jean-Louis Pierre Capette (* 29. Mai 1946 in Saint-Maur-des-Fossés; † 13. März 2015 in Lyon) war ein französischer Autorennfahrer.

## Karriere als Rennfahrer
Jean-Louis Capette kam in der Nähe von Paris zur Welt und zog 1971 mit seiner Mutter nach Val-d’Isère. Er verkaufte als Schausteller Fahrräder und Sportkleidung und eröffnete Mitte der 1970er-Jahre ein Unternehmen für den Vertrieb von Sportartikeln in Tignes. Capette war im Besitz von Flugscheinen für diverse Flugzeugtypen und Hubschrauber.
Jean-Louis Capette bestritt in den 1980er- und 1990er-Jahren Rallyes und Rundstreckenrennen. 1993 ging er gemeinsam mit Roland Bassaler und Patrick Bourdais auf einem Sauber SHS C6 beim 24-Stunden-Rennen von Le Mans an den Start. Das Rennen konnte er nach einem Unfall nicht beenden.
Er starb im März 2015 nach Komplikationen bei einer Knieoperation in einem Krankenhaus in Lyon.

## Statistik

### Le-Mans-Ergebnisse
| Jahr | Team            | Fahrzeug      | Teamkollege     | Teamkollege      | Platzierung | Ausfallgrund |
| ---- | --------------- | ------------- | --------------- | ---------------- | ----------- | ------------ |
| 1993 | Roland Bassaler | Sauber SHS C6 | Roland Bassaler | Patrick Bourdais | Ausfall     | Unfall       |